# Nikola Matulić
Nikola Matulić (Split, 1480. − 1550.) je bio hrvatski pjesnik. 

## Životopis
Rodio se je u Splitu. Prijateljevao je s Hanibalom Lucićem kojem je ispjevao pjesmu u čast. Matulićeve pjesme ostale su zabilježene kod Petra Lucića, a pronašao ih je Ivan Kukuljević Sakcinski te ih objavio u zborniku hrvatskih pjesnika, objavljenom 1856. godine. 